# Định lý Routh

Định lý Routh

Trong hình học phẳng, Định lý Routh nói về tỉ lệ diện tích tam giác tạo bởi ba đường thẳng cevian và tam giác ban đầu. Định lý này phát biểu rẳng nếu tam giác {\displaystyle ABC} các điểm {\displaystyle D}, {\displaystyle E}, và {\displaystyle F} lần lượt nằm trên các cạnh {\displaystyle BC}, {\displaystyle CA}, và {\displaystyle AB}, đặt {\displaystyle {\tfrac {CD}{BD}}}{\displaystyle =x}, {\displaystyle {\tfrac {AE}{CE}}}{\displaystyle =y}, và {\displaystyle {\tfrac {BF}{AF}}}{\displaystyle =z}, khi đó tỉ số diện tích của tam giác tạo bởi ba đường thẳng cevian {\displaystyle AD}, {\displaystyle BE}, và {\displaystyle CF} bằng diện tích của tam giác {\displaystyle ABC} nhân với hệ số:
{\displaystyle {\frac {(xyz-1)^{2}}{(xy+y+1)(yz+z+1)(zx+x+1)}}.}
Định lý được đưa ra bởi Edward John Routh tại trang 82 trong tài liệu Treatise on Analytical Statics with Numerous Examples năm 1896. Khi {\displaystyle x=y=z=2} trở thành trường hợp đặc biệt Khu vực một phần bảy diện tích tam giác. Trường hợp {\displaystyle x.y.z=1} định lý này suy biến thành định lý Ceva.

## Chứng minh

Chứng minh định lý Routh

Giả sử diện tích tam giác {\displaystyle ABC} là 1. Cho tam giác {\displaystyle ABD} và đường thẳng {\displaystyle FRC} sử dụng định lý Menelaus, chúng ta có:
{\displaystyle {\frac {AF}{FB}}\times {\frac {BC}{CD}}\times {\frac {DR}{RA}}=1}
Do đó {\displaystyle {\frac {DR}{RA}}={\frac {BF}{FA}}\times {\frac {DC}{CB}}={\frac {zx}{x+1}}}
Như vậy diện tích của tam giác {\displaystyle ARC} là:
{\displaystyle S_{ARC}={\frac {AR}{AD}}S_{ADC}={\frac {AR}{AD}}\times {\frac {DC}{BC}}S_{ABC}={\frac {x}{zx+x+1}}}
Tương tự như vậy chúng ta có diện tích tam giác: {\displaystyle S_{BPA}={\frac {y}{xy+y+1}}} và {\displaystyle S_{CQB}={\frac {z}{yz+z+1}}}
Do đó diện tích tam giác {\displaystyle PQR} là:
{\displaystyle \displaystyle S_{PQR}=S_{ABC}-S_{ARC}-S_{BPA}-S_{CQB}}
{\displaystyle =1-{\frac {x}{zx+x+1}}-{\frac {y}{xy+y+1}}-{\frac {z}{yz+z+1}}}
{\displaystyle ={\frac {(xyz-1)^{2}}{(xz+x+1)(yx+y+1)(zy+z+1)}}.}